# Luchtverfrisser

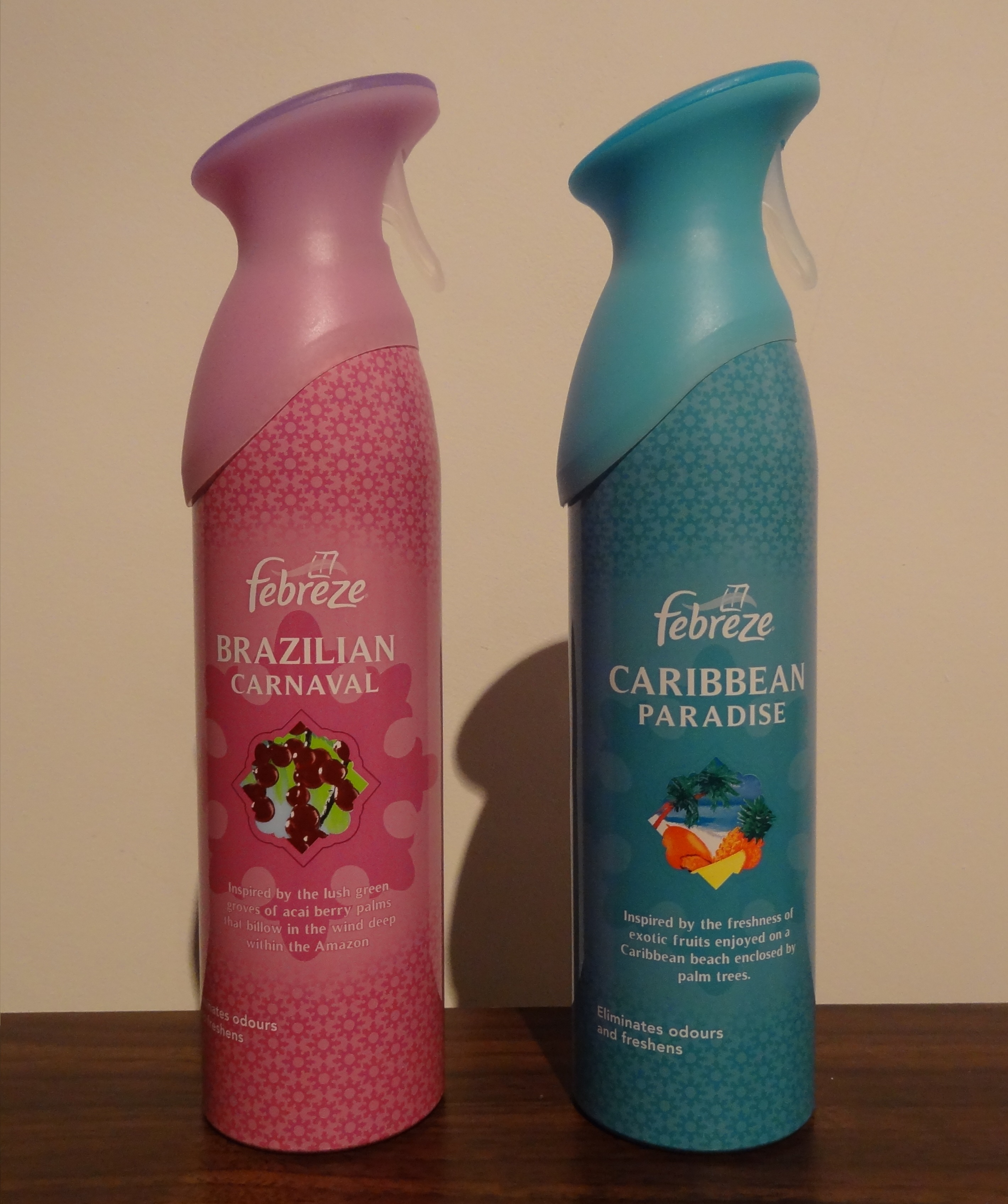
Twee spuitbussen met luchtverfrisser

Een luchtverfrisser is een middel om geur binnenshuis te maskeren door deze door een sterkere geur te laten overheersen. Hoewel de naam anders doet vermoeden, is er geen sprake van het "verfrissen" van de lucht. De resulterende geur wordt weliswaar door sommige mensen als "fris" ervaren, terwijl anderen de geur juist als (zeer) onprettig ervaren. De "luchtverfrisser" voegt sterk geurende (meestal gasvormige) elementen aan de lucht toe. Deze elementen veroorzaken bij mensen die daarvoor gevoelig zijn allergische reacties (waaronder hoofdpijn, irritatie van ogen en luchtwegen). 

## Gebruik
Vroeger werden luchtverfrissers voornamelijk in het toilet gebruikt, maar tegenwoordig worden ze ook verkocht voor gebruik in andere kamers in huis, in winkels en kantoren. Om het gebruik in andere ruimten dan het toilet te bevorderen, is de term "huisparfum" ingevoerd. In Nederland gebruikt 12 procent van de huishoudens een zogeheten "huisparfum", tegenover bijvoorbeeld 29 procent in Engeland.

## Soorten
Luchtverfrissers zijn verkrijgbaar in verschillende vormen. Een aantal voorbeelden zijn:
- Spuitbussen
- Geurafgevende blokjes, de zogenaamde toiletblokjes
- Aromalampen
- Verfrissers die men in een stopcontact moet steken en hierdoor een aroma afgeven.
- Potpourri
- Wierook
- Geurzakje

## Vermeende schadelijkheid
Luchtverfrissers kwamen in november 2004 in het nieuws omdat deze schadelijke stoffen zouden afgeven. Deze beschuldiging was afkomstig van de Europese Consumentenorganisatie BEUC. 
Uit onderzoek van onder meer de Nederlandse Voedsel- en Warenautoriteit (VWA) bleek dat  een beperkt aantal luchtverfrissers inderdaad schadelijke stoffen afgeeft, maar dat het gehalte zo laag is dat gebruik van de producten geen gevaar voor de gezondheid oplevert. Bij het branden van kaarsen en wierook zouden meer schadelijke stoffen vrijkomen.